# Mesothuriidae
De Mesothuriidae zijn een familie van zeekomkommers uit de orde Aspidochirotida.

## Geslachten
- Mesothuria Ludwig, 1894
- Zygothuria R. Perrier, 1898